# Mesaphorura orousseti
Mesaphorura orousseti is een springstaartensoort uit de familie van de Tullbergiidae. De wetenschappelijke naam van de soort is voor het eerst geldig gepubliceerd in 1990 door Najt, Thibaud & Weiner.